# УралЗІС-355М
УралЗІС-355М — вантажний автомобіль, що виготовлявся Уральським автомобільним заводом імені Сталіна у 1958—1965 рр. Загалом було виготовлено 192 580 екземплярів.

## Історія
Восени 1941 р. на Урал зі столиці евакуювали моторне виробництво Московського автомобільного заводу імені Сталіна (ЗІС). На Уралі підприємство отримало назву Міасський автомобільний завод імені Сталіна. Його передали у підпорядкування Головного управління заводів імені Сталіна (ГлававтоЗІС). Окрім головного московського автозаводу та автомоторного заводу в Міассі, у підпорядкуванні ГлававтоЗІСа знаходився Ульяновський автомобільний завод імені Сталіна (УльЗІС), Челябінський ковальсько-пресовий завод імені Сталіна, Шадринський автоагрегатний завод імені Сталіна та Петропавловський завод малолітражних двигунів.
Перші двигуни та коробки передач Міаський автомоторний завод випустив вже у квітні 1942 р, однак, в основному вони були зібрані із запасів деталей, виконаних ще у Москві та евакуюваних разом із виробничим обладнанням. Однак невдовзі у Міасі налагодили самостійний випуск більшості деталей, й готові силові агрегати (мотор, зчеплення та коробка передач) відправлялись з весни 1942 р. на комплектацію автомобілів виробництва ульянівського ЗІС, а пізніше і на московський ЗІС, де з літа 1942 р. відновили збирання автомобілів (моторне виробництво у Москві відновили набагато пізніше).
У 1943 р. в керівництва автомобільної галузі з'явились нові плани. Московському ЗИСу доручили створити зовсім нову базову вантажівку (майбутній ЗІС-150), а ульяновський ЗИС мав остаточно реконструюватись та освоїти випуск дизельних вантажівок (УльЗІС-253), уніфікованих за деякими деталями й агрегатами з новою моделлю московського заводу. Випуск застарілих, але потрібних у армії та народному господарстві «тритонок» ЗІС-5 повністю перейшов на Урал, у Міасс. У зв'язку з цим Міаський автомоторний завод у лютому 1943 р. перейменували в Уральський автомобільний завод імені Сталіна — УралЗИС (надалі у підпорядкуванні ГлававтоЗИС). Головне управління скасують тільки у 1946 р., й Уральський завод отримає певну незалежність від головного московського підприємства та перейде у безпосереднє підпорядкування Глававтопрому.
Першу свою вантажівку ЗІС-5В уральці зібрали 8 липня 1944 р. За рік виробництва (по травень 1945 р. включно) завод виготовив 6800 таких машин. Близько четверті виконаних під час війни уральських вантажівок пішли під комплектацію різними спеціальними надбудовами — на їх базі виконували паливозаправники, польові майстерні, понтонні автомобілі тощо.
Уральський ЗІС-5В практично не відрізнявся від продукції, що виготовлялась у Москві чи Ульяновську. Однак усі машини, що виходили з УралЗІСа, обладнувались двигунами ЗІС-5М зі збільшеною до 76 к.с. потужністю (замість 73 к.с. у московського ЗІС-5В).
Завод протягом десяти років виготовляв застарілі тритонні вантажівки, лише незначно їх модернізуючи. Так, у 1945 р. серійній машині повернули передні гальма (вони були усунені під час війни для спрощення виробництва), почали ставити масляний та водяний насоси збільшеної продуктивності, а у 1947 р. у конструкцію ввели нові гідравлічні гальма (до цього гальма мали механічний привід), посилили редуктор заднього моста, встановили новий тримач запасного колеса, ввели деякі інші нововведення та повернули попередній індекс — ЗІС-5 (УралЗІС-5), без букви «В», котра вказувала на тимчасову конструкцію військового періоду. Від випуску ЗІС-5В в Ульяновську відмовились ще у 1944 р., а у Москві у 1948 р., після чого автозавод у Міасі залишився єдиним підприємством, що випускало ці автомобілі.
Поступово на серійній продукції з'явилась збільшена бортова платформа, а паливний бак перенесли з-під сидіння водія на лівий лонжерон рами. У 1949—1951 рр. частина вантажівок УралЗІС-5 оснащувались силовими агрегатами ЗІС-120 (потужність 80 к.с.), що поставлялись на Урал з московського ЗІСа.
З 1954 р. об'єм змін став настільки великим, що машину виділили новим індексом — ЗІС-5М (модернізований). З лютого 1956 р. встановлювали 85-сильну модифікацію двигуна зі зміненим кривошипно-шатунним механізмом, системами мащення та живлення (новий карбюратор К-75), нове кермове керування (на зразок ГАЗ-51), підсилений передній міст та округлі штамповані передні крила, нові диски коліс з більшою кількістю отворів для вентиляції, 12-вольтове електрообладнання, збільшеного об'єму паливний бак. У такому вигляді машині присвоїли найменування УралЗІС-355. У 1957 р. освоїли новий двигун УралЗІС-353В (він призначався для перспективної вантажівки) й з деякими доробками пристосували його на УралЗІС-355, після чого перехідна конструкція стала називатись УралЗІС-355В.
Паралельно на заводі продовжувались роботи по більш суттєвому об'єму модернізації вантажівки. Так, ще у 1948 р. з'явився перший дослідний зразок вантажівки УралЗІС-5 «модернізований» з новою кабіною, капотом, решіткою радіатора, крилами іншої форми та паливним баком на лонжероні рами. На наступний раз конструктори пішли далі й побудували два нових автомобілі УралЗІС-5 «модернізований» — один стандартної вантажності у 3 т, другий зі збільшеною до 3,5 т, з кабінами та оперенням, віддалено схожими на ГАЗ-51 та ЗІС-150 разом взятими.
Невдовзі модернізовані вантажівки, розраховані на дещо віддалену перспективу запуску у виробництво, отримали двигуни зі збільшеним ступенем стиску (з 5,3 до 5,9) і алюмінієвими поршнями, у результаті чого їх потужність вдалось збільшити до 88 к.с. (деколи заявлялась потужність 90 к.с.). На цих дослідних машинах двигун змістили дещо вперед, а на подовжену карданну передачу встановили проміжну опору, застосували підсилений задній міст зі зміненим передавальним числом. За пропозицією колишнього головного конструктора Горкіського автомобільного заводу Андрія Олександровича Ліпгарта, зісланого у виді покарання у 1952 р. на Уральський автозавод простим конструктором, конструкція модернізованих автомобілів УралЗИС була дещо переглянута. Перш за все, змінили компонування: по газівському прикладу Ліпгарт запропонував використати кабіну типу ГАЗ-51, дещо насунувши її на двигун — так компонування стало більш раціональним. У результаті, не змінюючи загальної довжини вантажної платформи, вдалось скоротити колісну базу (до 3580 мм) та довжину машини.
Крім того, використавши вже готову кабіну від ГАЗ-51, можна було замовляти на неї у Горькому штампи-дублери, тим самим прискоривши освоєння машини з новою кабіною. Для заводу це була дуже актуальна тема, оскільки вантажівки із застарілою дерев'яною кабіною вже не відповідали пред'явленим вимогам роботи водія (опалення, вентиляція), ні за оглядовістю, ні по довговічності. Однак, щоб пристосувати кабіну ГАЗ-51 на уральське шасі, її довелось дещо змінити (передню панель та підлогу кабіни), однак це у будь-якому разі було простіше ніж проектувати кабіну заново та виготовляти на неї нове штампове обладнання.
В результаті дослідні зразки УралЗІС-353 (такий індекс по двигуну отримала оновлена вантажівка) вже у 1952 р. отримав нову кабіну, зовні майже не відмінну від ГАЗ-51.

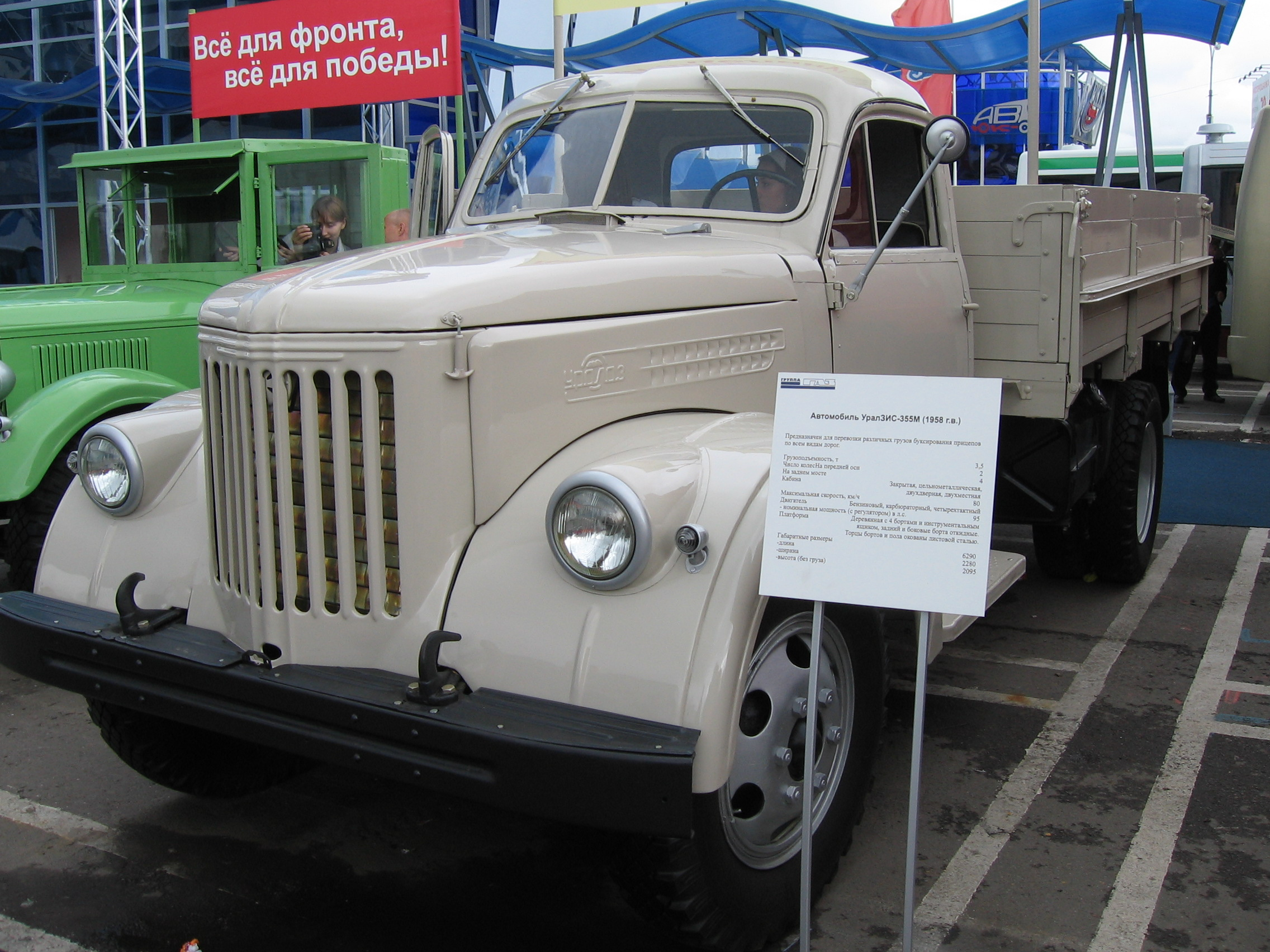
УралЗІС-355М

Але міністерство не влаштовував той факт, що при збільшеній вантажності оновлений автомобіль мали оснащувати наявною бортовою платформою, котра за своїми габаритами не відповідала заявленій у 3,5 т вантажності. Тому було запропоновано, не змінюючи загального компонування автомобіля, відновити попередню довжину бази, відповідно збільшивши довжину бортової платформи.
У результаті у 1953 р. при незначному збільшенні довжини машини (на 160 мм) довжина бортової платформи на УралЗІС-353 виросла 469 мм.
Нові машини отримали двигун УралЗІС-353А зі збільшеним ступенем стиску та потужністю 95 к.с. На цьому двигуні застосували нову головку блоку, з іншим профілем кулачків розподільчого вала, герметичну систему охолодження, плаваючі поршневі пальці, алюмінієві поршні, а також встановили жалюзі перед радіатором. Для збільшення терміну служби двигуна покращили систему мащення (встановили двосекційний оливний насос з центробіжним оливним очисником та реактивним приводом), ввели антикорозійні гільзи циліндрів та вставні сідла випускних клапанів зі спеціального легованого чавуну.

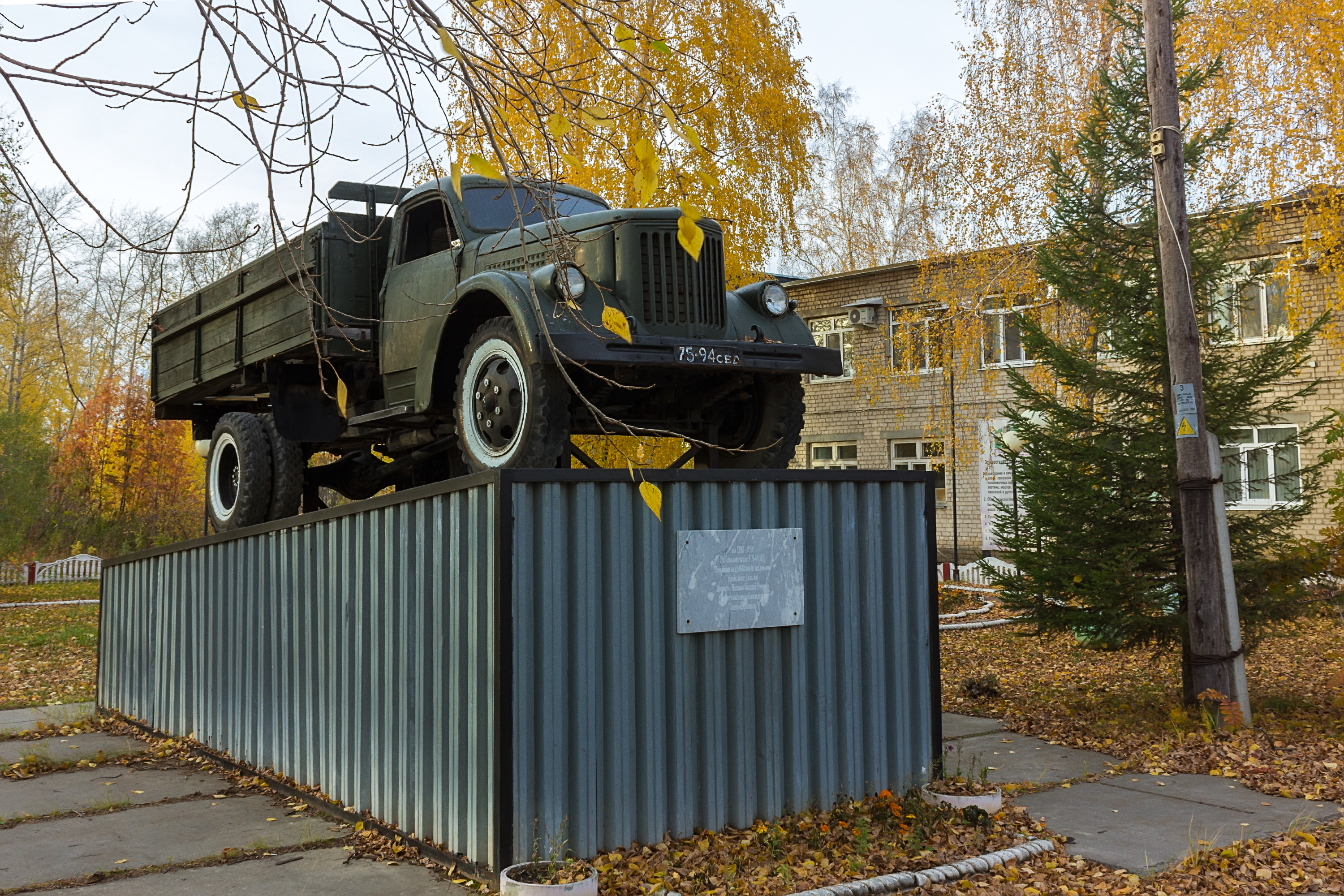
УралЗІС-355М поблизу заводу в Кам'янці-Уральському

При цьому конструкторам вдалось ліквідувати ряд дефектів, притаманних двигуну ЗІС-5М. Так, застосування заднього сальника колінчастого вала усунуло підтікання оливи з картера через задній підшипник, а спрощення приводу допоміжних механізмів знизило шум роботи двигуна та підвищило надійність роботи розподільчого механізму. Крім того, усунення ряду деталей — вала приводу водяного насоса, осі проміжної шестерні — й спрощення приводу шестерень газорозподілу (кількість їх знизилась з п'яти до двох) знизили вагу двигуна на 30 кг.
Реалізація перерахованих заходів призвела до значного покращення технічних характеристик двигуна УралЗІС-353А (УралЗІС-353В) у порівнянні з ЗІС-5М.
У коробці передач були вдосконалені усі сальникові ущільнення для запобігання витіканню оливи, введені підшилені пружини фіксаторів, що не допускали самовимикання третьої передачі, покращене центрування осей та самої коробки передач по відношенню до колінчастого вала двигуна.
На машинах також підсилили раму — вона стала робитись з низьколегованої, термічно не обробленої сталі, що полегшувало її ремонт у експлуатаційних умовах, а також покращили конструкцію мостів. У передньому мості значно підсилили шкворневий вузол та подовжили балку моста у зв'язку зі збільшенням колії передніх коліс автомобіля. У задній міст ввели редуктор підсиленої конструкції та спеціальні підкладки під півосьові шестерні, змінили центрування чашок диференціала та півосьових шестерень, що в результаті підвищило якість виготовлення заднього мосту.
Передня підвіска була виконана у вигляді м'якої подовженої ресори з амортизаторами двосторонньої дії, а у підресорниках задніх ресор збільшили переріз листів.
Гальмівну систему залишили гідравлічною, однак для покращення її роботи й ефективного гальмування усіх коліс автомобіля (а також для кращого розподілу гальмівного моменту пропорційно осьовій вазі) на його задніх колесах встановили гальма з індивідуальними гальмівними циліндрами на кожну колодку. Розміщення головного гальмівного циліндра на рамі автомобіля запобігало поломці гальмівних трубок та усувало надмірну вібрацію на гальмівній педалі.
Для покращення маневреності автомобіля передбачався новий кермовий механізм типу «глобоїдний черв'як та подвійний ролик», у якого передавальне число складає 20,5:1 (замість 15,9:1 у ЗІС-5).
Завдяки виносу його за передню вісь автомобіля, була спрощена кінематика приводу кермового керування.
Значної модернізації зазнало електрообладнання. Була застосована 12-вольтна однопровідна система, введені підфарники, підлоговий перемикач світла, підкапотна лампа, реле-регулятор та покажчики повороту. З'явилась нова дошка приборів, електричний сенсор покажчика тиску оливи, плафон освітлення кабіни тощо. Усі ці нові прибори полегшили роботу водія та підвищили безпеку їзди.
У кабіні було опалення, обдув вікон теплим повітрям, зручні окремі сидіння з м'якою спільною спинкою. Запуск двигуна при низьких температурах відбувався за допомогою пускового підігрівача універсального типу, що працював на різних видах палива й підігріваючого одночасно блок двигуна й оливу в картері.
Щоб запустити двигун при температурі мінус 30-35°С, потрібно було затратити не більше 15 хвилин. Таким чином, остаточно склався облік оновленої вантажівки, котру планувалось запустити у виробництво у другій половині 1956 р. У цьому ж році дослідні зразки УралЗИС-353 продемонстрували на Всесоюзній промисловій виставці у Москві у павільйоні «Машинобудування».
Тоді ж якась «розумна голова» звернула увагу на те, що індекс автомобіля, що готувався до виробництва чомусь «старший» (виданий раніше), аніж у серійно виготовлюваної продукції — тобто УралЗІС-353 проти УралЗІС-355. По паперам виявилось, що завод намагається освоїти застарілу модель. Однак насправді, основи глибокої модернізації уральських автомобілів були закладені дещо раніше, аніж документально закріплена поточна модернізація старої вантажівки — звідси і порядок індексів. Щоб не було лишніх проблем, оновленій машині присвоїли індекс УралЗІС-355М.
Тепер все було ясно й зрозуміло: нова машина — це ніби як глибоко модернізований варінт серійної вантажівки, хоча в реальності для заводу це була дійсно нова модель, що доволі суттєво відрізнялась від попередників. Індекс у машини змінили за результатами проведених у червні-листопані 1956 р. державних випробовуваннях, і у серійне виробництво вона потрапила у середині 1958 р. вже під новим найменуванням — УралЗІС-355М.
Не дивлячись на змінену вантажність, в цілому експлуатаційні параметри вантажівки, в порівнянні із ЗІС-5, покращились несуттєво. За рахунок використання нових систем та агрегатів, таких як посилена рама, суцільнометалева кабіна, подовжена платформа, подвійна карданна передача, нові шини підвищеної вантажності, жалюзі радіатора тощо, збільшена на 260 кг маса автомобіля практично з'їдала додаткову потужність двигуна. У результаті динамічні та економічні показники залишились практично на рівні УралЗИС-355. Тому вантажівку УралЗИС-355М розглядали на заводі як тимчасову — пропонувалось, що у 1959—1960 рр. її змінить у виробництві сучасніша модель. Але невдовзі завод було вирішено переорієнтувати на випуск тривісних вантажівок підвищеної прохідності, й подальші роботи по модернізації й створенню автомобілів з колісною формулою 4х2 були припинені, а випуск УралЗІС-355М тривав більше семи років.
З квітня 1961 р. на машину стали встановлювати телескопічні амортизатори, майже такі ж як на ЗІЛ-164А. У 1962 р. завод був перейменований в Уральський автомобільний завод (УралАЗ), а вантажівку — в Урал-355М. У 1963 р. машину оснастили модернізованим двигуном Урал-353. Допрацювання цього двигуна в основному була направлена на те, щоб виключити підтікання оливи через різні сальники та прокладки. На наступний рік серійні автомобілі отримали вдосконалене зчеплення, головну передачу та передній міст, посилені кронштейни ресор заднього мосту, кермове керування.
Урал ЗИС-355М (Урал-355М) серійно випускали до 16 жовтня 1965 р., після чого збиральний цех з головним конвеєром закрили на реконструкцію, щоб відкрити його знову, вже для випуску тривісних вантажівок Урал-375. Всього у 1958—1965 рр. було виготовлено 192580 вантажівок цієї моделі — доволі суттєва цифра.
На шасі УралЗІС-355 (Урал-355М) радянська промисловість випускала паливозаправники, цистерни для перевезення харчових рідин, компресорні станції, комунальні машини. Особливу популярність «емка» (так її називали на автозаводі) мала у цілинників Казахстану та автотранспортників Урало-Сибірського регіону.